# L-Aspartato 4-descarboxilasa
La L-Aspartato 4-descarboxilasa (ASD; EC 4.1.1.12) es una enzima que cataliza la conversión del L-aspartato a L-alanina y CO
2. Esta enzima cuenta con una doble actividad, específicamente una actividad liasa y una transaminasa, cuya función principal es quitarle un grupo carboxilo a su sustrato, el L-aspartato, sintetizando de esta manera L-alanina, un aminoácido no polar. Requiere de una coenzima, el piridoxal-5-fosfato (PLP), para poder desempeñar a su vez la función de transaminasa, liberando en este proceso al metabolito oxaloacetato. Ambas actividades se encuentran ligadas con el fin de regenerar al piridoxal-5-fosfato para futuras descarboxilaciones. Esta enzima es regulada por la presencia de α-cetoácidos en la célula y la concentración de acetil-CoA. 
La L-Aspartato 4-descarboxilasa controla el nivel de L-aspartato en la sangre, interviniendo así en una vía secundaria de producción de L-alanina ligada con las vías metabólicas de gluconeogénesis, ciclo de Cori y ciclo de la urea. Al mismo tiempo, la producción de L-alanina juega un papel importante en la regulación de glucosa en la sangre, y su carencia puede desembocar en las hipoglucemias en pacientes diabéticos y en la Enfermedad de Pompe. 

## Historia
Los estudios de la L-Aspartato 4-descarboxilasa empezaron en la década de los 1950, fue descubierta por Alton Meister, Herbert A. Sober y Sarah V. Tice, que publicaron sus hallazgos en The Journal of Biological Chemistry con el artículo “Enzymatic decarboxylation of aspartic acid to α-alanine” en 1951.
En su publicación, resumieron que:
1. Células de Clostridium welchii (cepa SR 12) y preparaciones libres de células obtenidas de este organismo, catalizan la descarboxilación cuantitativa del grupo β-carboxilo del ácido aspártico para producir L-alanina.
2. La descarboxilación del ácido aspártico es acelerado por una baja concentración de α-cetoácidos así como por piridoxal-5-fosfato.
3. Una preparación de enzima libre de células, que se irradió con luz ultravioleta, exhibió baja actividad cuando se añadió fosfato de piridoxamina y piruvato, por separado; por otro lado, se observó un aumento significativo en la actividad enzimática cuando éstos se añadieron juntos o cuando estaba en presencia de fosfato de piridoxal.
4. Estudios cromatográficos con piruvato radiactivo indicaron que las células de C. welchii catalizan la transaminación entre fosfato de piridoxamina y piruvato, produciendo L-alanina y, presumiblemente, fosfato de piridoxal.
Después, en la década de 1960, Abraham Novogrodsky, Jonathan S. Nishimura y Alton Meister descubrieron el potencial de esta enzima como transaminasa. En el artículo “La transaminación y beta-descarboxilación de aspartato catalizada por la misma fosfato de piridoxal-enzima”, publicado en el mismo Journal, concluyeron que “es notable de esta enzima que el mismo sitio activo participe en dos reacciones, una de ellas hace posible la destrucción -o regeneración- de la coenzima necesaria para la otra; tal fenómeno puede ser un significativo mecanismo de control metabólico. Pudiese ser de interés investigar si otras enzimas derivadas de la vitamina B6 se inactivan por su substrato de esta manera y si la inactivación puede ser inhibida por α-cetoácidos”.
En lo que va del siglo XXI, se clonaron y expresaron las L-Aspartato 4-descarboxilasa de Alcaligenes faecalis CCRC 11585 y Pseudomonas ATCC 19121; se identificó, por comparación de secuencias, la lisina del sitio activo; se modeló el dominio de unión del piridoxal-5-fosfato usando la aminotransferasa como templete.
En 2009, Hui-Ju Chen, Tzu-Ping Ko, Chia-Yin Lee, Nai-Chen Wang y Andrew H.-Wang publicaron un artículo en Cell Press titulado “Estructura, Ensamblaje, y Mecanismo de una L-aspartato b-descarboxilasa dependiente de PLP.” donde le dedican 13 páginas a un compendio de la investigación que se ha hecho sobre esta enzima, incluida la suya propia. En ésta, denotan que cada enzima (ASDA y ASDP) tiene en su extremo C-terminal una marca en el residuo 6 de His que facilita la eficiente purificación, manteniendo íntegro el dodecámero y su actividad enzimática. Gracias a su investigación más reciente, se determinó la estructura atómica tridimensional de la enzima usando el método de Difracción Anómala Múltiple (MAD, por sus siglas en inglés), que reveló la conformación dodecamérica con una simetría tetrahédrica truncada.

## Características
La holoenzima está compuesta por 6 dímeros cuyas subunidades son idénticas. El dodecámero es estable a pH bajo, de manera que a medida que va subiendo, se disocia en dímeros, que funcionalmente son inactivos.
Cada subunidad tiene un peso molecular de aproximadamente 60 kDa y necesita como coenzima esencial a un piridoxal 5-fosfato; la enzima también cataliza reacciones de β-eliminación para los análogos del L-aspartato.
Pertenece al tipo I de las enzimas que tienen como co-factor al piridoxal 5' fosfato, de manera que el dominio al que se une piridoxal 5' fosfato tiene una hoja β central, rodeada de varias hélices α. La característica clave para la catálisis de este tipo de enzimas es la conjugación de los dobles enlaces de la base de Schiff del substrato y del anillo de piridoxal

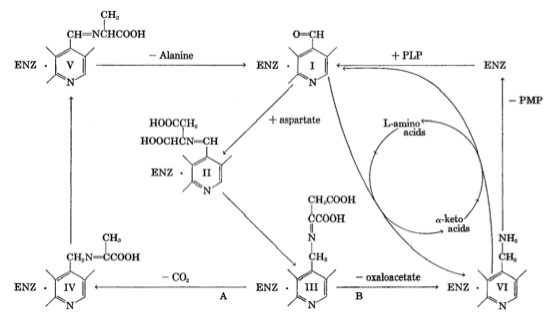
Esquema para la β-descarboxilación y transaminación del aspartato; PLP, piridoxal 5’ fosfato; PMP, piridoxamina 5’ fosfato; ENZ, enzima.

El mecanismo de la ß-descarboxilación y transaminación del L-aspartato se explica solo si la enzima realiza estas dos reacciones por la unión de una base de Schiff. La descarboxilación ocurre en la ruta A, mientras la hidrólisis de la base de Schiff ocurre a una menor velocidad en la ruta B. La pérdida de la actividad de descarboxilación ocurre mientras aumenta la cantidad de coenzima convertido en la forma piridoxamina (VI); la hidrólisis de III o IV podría resultar en VI. La activación por α-cetoácidos puede deberse a la reacción de VI con cetoácidos para formar la unión fosfato de piridoxal-enzima (I). La inhabilidad de los cetoácidos para reactivar la enzima incubada con L-aspartato y otros L-aminoácidos se debe a la disociación del fosfato de piridoxamina de la enzima; la activación por fosfato de piridoxal se puede atribuir a la constitución de la apoenzima así formada. La disociación del fosfato de piridoxamina se acelera por altas concentraciones de la solución buffer, que también hace que disminuya la afinidad de la enzima por el cetoácido.
En la industria, la L-Aspartato 4-descarboxilasa de Pseudomonas dacunhae ha sido usada para obtener L-alanina a partir de L-aspartato, para facilitar la separación de D-aspartato de la mezcla racémica obtenida de la reacción de ácido fumárico y amoníaco, para fabricar antibióticos con D-aspartato y aditivos alimentarios con L-alanina.

## Nombre UIB-BM
El Comité de Nomenclatura de la Unión Internacional de Bioquímica y Biología Molecular (NC-IUBMB, por sus siglas en inglés), nombró a la Comisión de Enzimas en 1961, para que creara un sistema de clasificación sobre la base de nombres y números (EC), en donde se recomienda que la clasificación y nomenclatura de las enzimas se rijan por las reacciones que catalizan.
El primer principio general de estas recomendaciones es que los nombres que quieran ser dados a las enzimas, sobre todo los que terminan en -asa, sean usados solo para enzimas individuales, no para complejos de enzimas.
El segundo principio general dice que la reacción química catalizada es la propiedad específica que distingue a una enzima de otra y que es lógico usarla como base para su nombre y clasificación.
En el tercer principio general se adopta la división de las enzimas en grupos con base en la reacción que catalizan y el nombre del substrato, para proporcionar los nombres individuales a las enzimas y su respectivo número.
Los números contienen 4 elementos separados por un punto entre ellos, su significado es el siguiente:
(1) El primer número muestra la primera clase a la que pertenece la enzima (oxidorreductasas, transferasas, hidrolasas, liasas, isomerasas, ligasas).
(2) El segundo número está determinado por su subclase.
(3) El tercer número es la sub-subclase.
(4) El cuarto número es el número de la enzima en su sub-subclase.

### EC 4.1.1.12
(4) Liasa. Puede romper enlaces C-C, C-O, C-N y otros enlaces por eliminación, produciendo dobles enlaces, anillos o añadiendo grupos donde hay dobles enlaces.
(1) Rompen enlaces carbono-carbono.
(1) Carboxi-liasas.
(12) L-Aspartato 4-descarboxilasa.

## Estructura y Secuencia

### Estructura Primaria
No está caracterizada la estructura primaria de L-Aspartato 4-descarboxilasa en homo sapiens (hsa), pero sí lo está en Alcaligenes faecalis CCRC 11585 y Pseudomonas ATCC 19121.
ASD-A y ASD-P difieren en longitud por 2 aminoácidos. Thr70 se considera una deleción en ASD-P. Cada uno de los modelos polipeptídicos contiene una molécula piridoxal-5-fosfato que está enlazada covalentemente con la cadena lateral de la Lys315.

### Estructura Secundaria

#### Gráfico de Ramachandran
Con el Gráfico de Ramachandran se puede aproximar la estructura secundaria de la enzima, ya que las combinaciones de los ángulos phi y psi son especiales para cada estructura. La conformación se define mediante la asignación de valores para cada ángulo phi (Φ) y psi (Ψ), para cada aminoácido.
El eje X es el de phi, cuyos valores van de -180 a 180; el eje Y es el de psi, cuyos valores van de -180 a 180. Las Glicinas (206) están marcadas como cuadrados. Residuos principio/final: 14. D-aminoácidos: 0; residuos checados en este gráfico Ramachandran: 2886 de 3106. Residuos en la región central (+): 2843; residuos a las orillas (*): 43.
En el primer cuadrante se encuentran las combinaciones de la hélice α. En el segundo cuadrante se hallan las combinaciones de la hoja β. En el tercer cuadrante se hallan las hélices α con giro hacia la derecha, los giros de torsión y bucles.

#### Diagrama Topológico

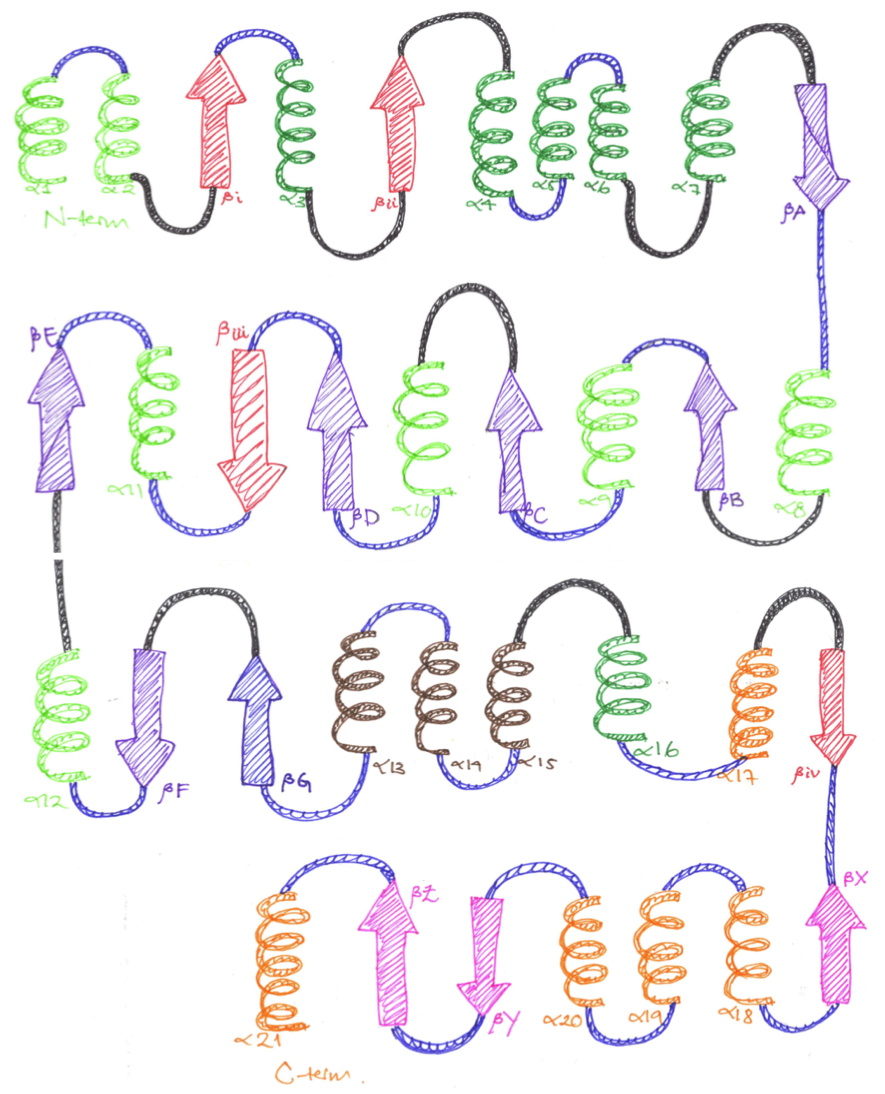
Diagrama topológico de un monómero de L-Aspartato 4-descarboxilasa

En los diagramas topológicos se observan las diferentes estructuras secundarias, que se habían previsto con el diagrama Ramachandran:
- Helicoidales: hélices α (α1-α21).[14]

- Beta: hojas con plegamiento β paralelo (βi, βii, βiii; βA-βF) y hojas con plegamiento β antiparalelo (βiv; βG; βX, βY, βZ).[14]

- No repetitivas: giros de inversión/torsión β (conectividades azules), bucles omega (conectividades negras) y otras regiones proteicas (las que no han sido caracterizadas).[14]

### Estructura Terciaria

#### Dominios
La cadena polipeptídica está doblada en dos dominios principales: el dominio grande de unión del piridoxal-5-fosfato del lado N-terminal (Dominio L; 12-405) y el dominio pequeño del lado C-terminal (Dominio S; 406-532). Las prolinas, Pro254 y Pro257, se localizan entre las hojas βD y βiii formando parte del sitio de unión de piridoxal-5-fosfato. El mutante P257H es inactivo, porque se altera la estructura del sitio activo.
Dominio L: su cuerpo central lo componen 6 hojas β paralelas (A-F) y una hoja β antiparalela (G); las hélices α3-α7 y α16 constituyen un subdominio helicoidal adyacente al cuerpo central de hojas β. Por otro lado, las hélices α13-α15 forman un grupo.
Dominio S: tiene 3 hojas β antiparalelas (X, Y, Z) y 5 hélices α (α17-α21). Dos hojas β cortas (iii y iv) corren de manera antiparalela en la interfaz del dominio. Las dos hélices α en el extremo N-terminal (α1 y α2) son flexibles.

#### Estructuras Supersecundarias
Meandro β: dos hojas β antiparalelas conectadas (βD-βiii; βF-βG; βY-βZ).
Unidad βαβ: (βi-α3-βii; βA-α8-βB-α9-βC-α10-βD; βiii-α11-βE-α12-βF).
Unidad αα: (α1-α2; α4-α5-α6-α7; α13-α14-α15-α16-α17; α18-α19-α20).

### Estructura Cuaternaria
La holoenzima está compuesta por 6 dímeros -dodecámero- cuyas doce subunidades son idénticas, por lo tanto se le considera un homooligómero. Tiene un diámetro aproximado de 150 Å, con una cavidad central de 25 Å. La propuesta de ensamblaje de la L-Aspartato 4-descarboxilasa es: de monómero a dímero, seguido por el tetrámero, que genera dos tipos de hexámero y, finalmente, los dos hexámeros se unen formando un dodecámero esférico.

#### Interacciones
Las interacciones específicas incluyen más de 30 puentes de hidrógeno y varios conjuntos de cadenas no polares (interacciones hidrofóbicas). Las hojas βi y βii de dos monómeros diferentes se asocian en dos listones antiparalelos en su punto de unión. Los dominios L se asocian en el centro de la enzima, mientras que los dominios S son desplazados hacia el exterior de la enzima. La interfaz dimérica, donde se superponen los monómeros, está constituida por 110 residuos aminoácidos, -55 residuos por monómero- localizados en las hélices α3, α4, α5, α7, α16, α17 y α21. Estas interacciones están en una relación de 7:3, 7 residuos polares por cada 3 residuos no polares.

#### Geometría
La L-Aspartato 4-descarboxilasa tiene una geometría tetrahédrica truncada, ya que la organización y complementariedad geométrica entre el ensamblaje de tetrámeros y hexámeros -para formar el dodecámero, como se vio anteriormente- genera una simetría como la del tetrahedro truncado de Arquímedes: 4 caras hexagonales, 4 caras que son triángulos equiláteros, 12 vértices y 18 aristas. Fue posible dilucidar esto por el Método de Difracción Anómala Múltiple, una técnica cristalográfica empleada para determinar la estructura de moléculas. Se basa en las pequeñas diferencias en la intensidad de la difracción causadas por el fenómeno de la dispersión anómala o absorción de los rayos X por ciertos átomos presentes en la molécula.

## Inhibición

### pH
Una forma de inhibición es aumentar el pH, ya que como se mencionó anteriormente, esta enzima se disocia en dímeros a medida que lo hace. La L-Aspartato 4-descarboxilasa se inhibe de manera no competitiva, ya que se da un cambio conformacional dependiendo del substrato que se una a ella (regulación alostérica).

### Mutaciones Puntuales Inducidas
Se analizaron enzimas mutantes en S67R/S67R/Y68R/M69R y S67E/Y68E/M69E, éstas resultaron ser completamente inactivas; las mutantes en S67A/Y68A/M69A tuvieron menos del 1% de la actividad enzimática en la holoenzima normal; las mutantes E84K/E88K tuvieron el 13% de actividad enzimática, y la mutante R425A tuvo 2.5% de actividad enzimática. También se encontró que la mutante P257H es inactiva porque se altera la estructura del sitio activo de la enzima.
La actividad específica de los mutantes se compara con la de la enzima en forma salvaje. Todos los mutantes fueron inactivados, excepto E84K/E88K, que retuvo 1/8 de actividad enzimática, como se mencionó anteriormente.

### Energía de Activación
Los valores de Kcat de los mutantes K17A y R37A son 30% y 40% menor que la de la de tipo salvaje, pero sus valores K 0.5 se redujeron 50%, lo que resulta en una mayor actividad enzimática. Lys17 está situado en una región N-terminal flexible y es probable que su cadena lateral cambie de lado para permitir la entrada del sustrato al sitio activo. La eliminación de la cadena lateral de Arg37, a pesar de estar cargada positivamente, facilita la unión de la molécula de sustrato. Un valor K 0.5 superior y un valor de Kcat inferior de Y134F, sugirieron funciones adicionales de Tyr134 en catálisis, además de unirse al piridoxal-5-fosfato a través de la interfaz del dímero. La mutación también afectó a la formación del dodecámero. Aunque Y441F también causó su disociación parcial en dímeros, Y207F tuvo un efecto moderado en la enzima. Esto indica que los grupos hidroxilo de Tyr207 y Tyr441 no son esenciales para la reacción catalítica.
La eliminación de la cadena lateral de Lys315 no inactiva completamente la enzima, pero sí se reduce la afinidad por el substrato; parece más probable que Lys315 participe en la unión del piridoxal-5-fosfato que en la catálisis. Esto es apoyado por espectrofotómetros UV/Vis, en el que K315A no mostró el pico característico a 370 nm para el PLP aldimina, como se observa en el tipo salvaje y todos los otros mutantes.
La curva de la velocidad de la reacción contra la concentración del substrato parece sigmoidal, especialmente para algunos mutantes, lo que indica la cooperación de la unión del substrato. A pH fisiológico (7.4), se observaron curvas sigmoidales prominentes; debido a que el dodecámero tiende a disociarse a pH más elevados, la cooperación es el resultado de interacciones entre las subunidades.

### Sitio Activo
En el sitio activo de L-Aspartato 4-descarboxilasa, no existe un residuo cargado positivamente que se enlace con el grupo β-carboxilato del substrato (como sí ocurre en la aminotransferasa); esto genera una carencia de estricta especificidad. Aunque la Arg497 pueda estar involucrada, el mecanismo preciso por el cual el enlazamiento del substrato desencadena cambios conformacionales en la enzima queda por esclarecerse.
La cadena lateral de Arg37 ocupa el espacio de unión enzima-substrato y tiende a apilarse con el anillo de piridoxal-5-fosfato. Se sospecha que las Tyr207, Tyr440 y Tyr441 participan en la reacción proporcionando protones. De acuerdo con esto, se diseñaron tres mutantes R37A, Y207F, y Y441F; Tyr134 se une a la piridoxal-5-fosfato a través de la interfaz del dímero. En la L-Aspartato 4-descarboxilasa, se une por un puente de hidrógeno a la base de Schiff de Lys315-PLP y puede estar implicado en la transferencia de protones. Los sitios activos de la L-Aspartato 4-descarboxilasa están localizados profundamente en el interior de la enzima.

## Coenzima
La Piridoxal 5-Fosfato es una de las coenzimas más versátiles, es derivada de la piridoxina o Vitamina B6.
Aparte de su participación en la reacción de fosforilación del glucógeno, funciona como catalizador ácido-base, participa también en reacciones de racemización, ciclización, transaminación, descarboxilación y remoción de cadenas laterales.

## Mecanismo de Reacción
Se une el Piridoxal-5-fosfato a la Lys315 de la L-Aspartato 4-descarboxilasa, mediante un enlace covalente (Base de Schiff) entre el grupo funcional amina protonado de la lisina y el grupo aldehído del piridoxal-5-fosfato. La base de Schiff es una imina estable cuyo grupo funcional contiene un doble enlace de Carbono-Nitrógeno, donde el N2 está enlazado también a un grupo arilo o alquilo y con carencia de un hidrógeno, en este caso es una aldimina.
La reacción de la L-Aspartato 4-descarboxilasa empieza cuando se deslocaliza la aldimina interna de lisina 315-PLP por el substrato (L-Aspartato) formando una aldimina externa. El grupo amino libre de la lisina substrae el protón alfa del substrato, seguido de la eliminación de un grupo carboxilo del carbono β.
Es importante señalar, sin embargo, que tanto el mecanismo de transaminación como el de descarboxilación de la enzima se encuentran directamente regulados por la presencia de α-cetoácidos y acetil-CoA en la célula. Por un lado, la unión de la piridoxamina con un α-cetoácido estimula la regeneración de este intermediario en nuestra enzima. Esto implica que a falta de α-cetoácidos en la célula, la descarboxilación del L-Aspartato no se lleva a cabo.

## Rol Metabólico
L-Alanina es un aminoácido no esencial, por lo tanto es sintetizada por el cuerpo, así que no necesariamente debe ser proveída por la alimentación; es crucial para preservar niveles balanceados de nitrógeno y glucosa en el cuerpo. Este procedimiento se lleva a cabo mediante una serie de reacciones químicas y denomina Ciclo de la Alanina. Cuando los músculos producen lactato durante periodos anaeróbicos (en ausencia de oxígeno), producen también L-Alanina. Esta L-Alanina se dirige al hígado donde es utilizada para hacer glucosa y proveer al cuerpo con energía. El Ciclo de la Alanina es muy parecido al Ciclo de Cori, solo que un poco menos eficiente, pues el ciclo de Cori usa lactato, y el ciclo de la alanina termina con la formación de un dos productos: glucosa y urea. Esta ruta metabólica requiere de la presencia de la enzima aminotransferasa, la cual se encuentra solamente en tejidos del músculo, hígado e intestino. Por lo tanto, sólo se emplea este ciclo cuando la aminotransferasa está presente.

### Ciclo de la Glucosa-Alanina
En el tejido muscular, el piruvato no solo es un precursor del lactato, sino también de la L-alanina, usando al L-glutamato como donador de grupos amino en reacciones de transaminación. La L-Alanina puede difundirse en el torrente sanguíneo, donde podrá ser recogida por el hígado. En el tejido hepático, la alanina puede ser convertida de nuevo a piruvato, que entonces podrá ser usado en la gluconeogénesis para producir glucosa. Esta glucosa recién formada puede restablecer las reservas de glucosa o glucógeno de los músculos. La degradación de proteínas en los músculos produce alanina que también puede formar parte del ciclo de la Glucosa-Alanina. El grupo amino generado en este proceso puede entonces formar glutamato, que terminará dando lugar a la urea. Si tenemos en cuenta que la aspartato 4-descarboxilasa forma parte de una vía anaplerótica, podemos entender que no use piruvato para generar L-Alanina, sino L-aspartato.
Entonces, el ciclo de la Glucosa-Alanina está integrado por productos o intermediarios de las siguientes rutas metabólicas: gluconeogénesis, ciclo de Cori, glucólisis y ciclo de la Urea.

#### Gluconeogénesis
Es la síntesis de D-glucosa a partir de fuentes que no sean carbohidratos. En animales, estas fuentes son proteínas, los lípidos no son convertidos a carbohidratos. En plantas y ciertas bacterias ambos, tanto proteínas como lípidos, son convertidos en carbohidratos. Las enzimas de la gluconeogénesis se encuentran principalmente, aunque no exclusivamente, en el citoplasma de las células.

#### Ciclo de Cori
Cuando se ejercitan los músculos esqueléticos, se generan grandes cantidades de piruvato anaeróbicamente. La reoxidación del NADH a NAD+ por lactato deshidrogenasa se requiere para mantener la glucólisis en el paso del glcieraldehído-3-fosfato. El producto final de la glucólisis anaeróbica es el lactato, que permea hacia el torrente sanguíneo y es eventualmente absorbido por el hígado. Ahí, el lactato es convertido de nuevo a piruvato por la lactato deshidrogenasa, una reacción que favorece enormemente la formación de lactato en lugar de la síntesis de piruvato. Se ha sugerido que aproximadamente el 80% del glucógeno utilizado en el músculo que ha sido expuesto a un ejercicio severo, se regenera en el Ciclo de Cori.

#### Glucólisis
La Glucólisis se define como la conversión anaeróbica de glucosa a ácido pirúvico. El rol fisiológico de la glucólisis en la célula va mucho más allá de sólo producir ácido pirúvico, por ejemplo provee a la célula de ATP en condiciones anaeróbicas y también provee de precursores para la biosíntesis de proteínas, lípidos, ácidos nucleicos y polisacáridos.

#### Ciclo de la Urea
El amoníaco (NH3) se produce en el catabolismo de los aminoácidos. Los animales terrestres excretamos NH3 en forma de urea, que es sintetizada en un proceso conocido como el Ciclo de la Urea. El NH3 es incorporado a un fosfato de carbamoil y finalmente a la L-arginina, que es finalmente hidrolizada para producir urea.
El fosfato de carbamoil usado en el primer paso del ciclo, es sintetizado en la matriz mitocondrial y su reacción con ornitina forma citrulina, esto también ocurre en la matriz. La citrulina deja la mitocondria y es excretada al citosol, sonde reacciona con L-aspartato para producir arginosuccinato.

### Regulación
La alta concentración de acetil-CoA es inhibe la actividad enzimática de la L-Aspartato 4-descarboxilasa. Ambos reguladores se entrelazan si estudiamos este sistema desde un enfoque energético. Cuando la célula dispone de una cantidad mayor de metabolitos a la necesaria para satisfacer su demanda energética vía su degradación (esto es después de una ingesta de alimentos), los niveles de L-Aspartato y α-cetoácidos en la célula aumentan, favoreciendo el proceso de descarboxilación del sustrato en alanina. A su vez, la concentración de acetil-CoA disminuye pues se aprovecha para la síntesis de lípidos.
Por otro lado, cuando la célula demanda energía, pues no ha recibido fuentes energéticas rápidamente degradables en un tiempo considerable, los niveles de acetil-CoA aumentan por la degradación de lípidos para obtener energía y los metabolitos en la célula son escasos. Estas condiciones inhiben la ruta secundaria de descarboxilación de aspartato para producir alanina pues los intereses inmediatos del metabolismo son otros.

### Tratamiento conPseudomonas plecoglossicidayPseudomonas dacunhae
Para la conversión enzimática de L-aspartato a L-alanina, el caldo de cultivo es empleado como la fuente de enzima. Una gran cantidad de L-Aspartato (40% del caldo) se convierte estequiométricamente a alanina en 72 horas a 37 °C. Además, la adición apropiada de un agente activo a la mezcla de reacción es altamente eficaz en la reducción del tiempo necesario para la conversión. La acumulación de L-alanina se aísla fácilmente en forma pura mediante procedimientos ordinarios con resinas de intercambio iónico. La producción de L-Alanina aislada a partir de ácido L-aspártico, es mayor al 90% y es fácilmente alcanzable.

### Tratamiento con bacterias ácido lácticas
A través de un cambio de vía homoláctica del Lactoccocus lactis dirigiéndola a la fermentación de homoalanina (producción estereoespecífica de la forma preferida de la L-alanina usando ingeniería metabólica ajeno a ese organismo).
El producto final principal del metabolismo del azúcar en L. lactis de tipo salvaje es lactato (fermentación homoláctica). La reacción enzimática completa (piruvato + NADH -> L-lactato + NAD +) se lleva a cabo por L-lactato deshidrogenasa (L-LDH). Si se cambia la ruta del flujo de carbono hacia la alanina expresando la alanina deshidrogenasa de Bacillus sphaericus (L-AlaDH; piruvato + NADH + NH4 + -> L-alanina + NAD + + H2O).
La expresión de L-AlaDH en una cepa deficiente de L-LDH hace posible la producción de alanina como el único producto final (fermentación homoalanina). Finalmente, la producción estereoespecífica (> 99%) de L-alanina se logró mediante la modificación del gen que codifica la alanina racemasa, abriendo la puerta a la producción industrial de este estereoisómero en productos alimenticios o biorreactores.

### Tratamiento conEscherichia coli
E. Coli fue modificada genéticamente para producir L-alanina como primer producto de fermentación de azúcares reemplazando SZ194 (D-lactato deshidrogenasa) con un gen de Geobacillus stearothermophilus. Como resultado, el promotor homólogo del gen hace que aumenten los niveles de su expresión durante la fermentación anaeróbica. La cepa XZ111 acumula alanina como producto principal de la fermentación de glucosa. El gen mgsA (metil-glioxal sintasa) fue eliminado para que no hubiera bajos niveles de lactato y para promover el crecimiento, el gen dadX (alanina racemasa) también fue eliminado para minimizar la conversión de L-alanina en D-alanina. Una observación importante es que estas enzimas de E. coli deben ser tratadas a pH=5 y 40 °C.

### Tratamiento con hígado de rata
La privación de alimento produce un aumento de la afinidad y un descenso de la capacidad de los sistemas de transporte de L-alanina. Estos cambios en los parámetros cinéticos están altamente correlacionados con un descenso gradual en la asequibilidad de alanina. Durante el ayuno, se producen cambios importantes en la inhibición de la función transportadora por otros aminoácidos naturales.

## Usos Industriales: Farmacológicos y Terapéuticos
En la industria, la L-Aspartato 4-descarboxilasa de Pseudomonas dacunhae ha sido usada para obtener L-alanina a partir de L-aspartato, para facilitar la separación de D-aspartato de la mezcla racémica obtenida de la reacción de ácido fumárico y amoníaco, para fabricar antibióticos con D-aspartato y aditivos alimentarios con L-alanina.
En la salud, las alteraciones en los niveles de L-alanina en el cuerpo se relacionan con:
- Bajos niveles de azúcar en la sangre (hipoglucemia en Diabetes Mellitus II)
- Deshidratación causada por diarrea
- Enfermedades del hígado
- Crecimiento de la próstata (hipertrofia prostática)
- Fatiga
- Estrés
- Almacenamiento de Glucógeno (Enfermedad de Pompe)

### Diabetes Mellitus II
El paso de la glucosa al torrente sanguíneo está regulado por el ciclo de la Alanina. Como anteriormente se ha señalado, el ciclo de Cori y el de la Alanina son muy importantes, ya que aunque no proporcionan una entrada neta de carbono regeneran la glucosa consumida.
El ciclo de Cori involucra la utilización del lactato producido por tejidos no-hepáticos (músculo y eritrocitos) como fuente de carbono para la gluconeogénesis hepática. De esta forma el hígado transforma el lactato, producto de la glicólisis, en glucosa para ser utilizada en tejidos no-hepáticos. En el ciclo de Cori el músculo esquelético en condiciones de ejercicio anaeróbico, degrada a la glucosa hasta lactato, el cual difunde por el torrente sanguíneo. El lactato es incorporado al hígado y convertido de nuevo en glucosa, la cual es liberada a la circulación sanguínea. El ciclo de Cori constituye un mecanismo adaptativo que permite entregar glucosa y energía en forma anaeróbica.
No obstante, el ciclo de la alanina resulta del transporte de la alanina por la sangre relacionando el músculo y el hígado. En el músculo se forma alanina a partir del piruvato producido en la glicólisis. La alanina transporta después el lactato al hígado para ser degradado en piruvato y amonio. Este último por la ureogénesis da lugar a urea que se segrega en la sangre para ir al riñón, mientras que el piruvato da lugar a glucosa a través de la gluconeogénesis. En este caso el NADH generado en la formación del piruvato no se utiliza para formar lactato de nuevo, sino que se pueden utilizar para la producción directa de ATP.
En el caso de hipoglucemias, la alanina ha sido utilizada como fuente de producción de glucosa para estabilizar durante periodos largos los niveles de azúcar en la sangre: El catabolismo de los aminoácidos para dar energía disminuye en gran medida cuando hay ingesta de glucosa. Sin embargo, en el estado de ayuno (tiempo prolongado después de una comida) no existe entrada alguna de compuestos metabólicos en el intestino y además poco glucógeno queda en el hígado. Los tejidos que dependen de la glucosa son en este momento totalmente dependientes del hígado, ya que este está encargado de la gluconeogénesis, a partir de lactato, piruvato y alanina en gran medida.
Para las personas afectadas con Diabetes Mellitus II, la alanina ha sido utilizada como fuente de producción de glucosa para estabilizar durante períodos largos los niveles de azúcar en la sangre.

### Enfermedad de Pompe
Se denomina glucogenosis tipo II o enfermedad de Pompe a una enfermedad de almacenamiento lisosómico hereditaria autosómica recesiva, causada por una disfunción de la enzima α-(1-4)-glucosidasa ácida presente en los lisosomas, también denominada maltasa ácida la cual tiene como función degradar el glucógeno. La ausencia de la enzima provoca una acumulación creciente de glucógeno en el lisosoma, que afecta, principalmente, al tejido muscular.
En general la rapidez de progresión de la enfermedad es inversamente proporcional a la edad del afectado. En niños se presenta generalmente durante el primer año de vida acompañada de hipotonía, debilidad muscular, dificultades cardíacas y respiratorias. Sin tratamiento, el paciente suele morir durante el primer año de vida debido a una fuga en el ventrículo izquierdo del corazón. En general, la enfermedad de Pompe se caracteriza por una debilidad progresiva en los músculos la cual es invariablemente asociada con insuficiencia respiratoria dando lugar a la necesidad de sillas de rueda y aparatos respiratorios en un porcentaje significativo de los pacientes.
Hoy en día no existe un tratamiento clínico probado con eficacia. La terapia de reemplazamiento de enzima podría en el futuro proveer un beneficio, sin embargo hoy por hoy es muy costosa, no está bien estructurada y todavía no se encuentra al alcance de todos. Sin embargo, la terapia con L-Alanina ha demostrado ser relativamente barata y ha aumentado la ganancia de proteína muscular. Según estudios llevados a cabo en la Universidad de Oklahoma, se encontró que la alanina produce carnosina, una sustancia que se encuentra de forma natural en el tejido muscular y que le confiere características de resistencia y funcionalidad.
H. R. Mundy y J. E. Williams realizaron un estudio en el 2005 implementando la terapia con L-Alanina en pacientes adultos con glucogenosis tipo II. El estudio pretendía evaluar el grado de mejora ciertos rubros como: espirometría, resistencia cardiopulmonar, calidad de vida, y marcadores bioquímicos.
Aplicaciones de esta terapia a casos controlados serían efectivas, sin embargo, no puede expandirse este tratamiento a todos los pacientes, pues sin la adquisición de fuerza y funcionalidad, realmente el tratamiento es poco significativo.